# Kapuzenwaldsänger
Der Kapuzenwaldsänger (Setophaga citrina, Syn.: Wilsonia citrina) ist ein kleiner Vogel aus der Gattung der Baumwaldsänger (Setophaga) in der Familie der Waldsänger (Parulidae).
Das Gefieder ist olivgrün bis grünbraun auf der Oberseite. Auf der Unterseite und im Gesicht haben sie ein gelbes Federkleid. Bei dem Männchen ist die Krone schwarz und das schwarze Gefieder zieht sich wie eine Kapuze in Höhe der Ohren nach unten zur Kehle und zu der Oberseite der Brust.
Kapuzenwaldsänger ernähren sich überwiegend von Insekten, die sie in der niedrigen Vegetation aufstöbern oder im Flug fangen.
Ihre schalenförmigen Nester legen sie dicht über den Boden in einem Busch oder Strauch an. Ein Gelege umfasst drei bis fünf Eier. Ein häufiger Brutschmarotzer des Kapuzenwaldsängers ist der Braunkopf-Kuhstärling (Molothrus ater).
Die Brutgebiete des Kapuzenwaldsängers befinden sich im Osten von Nordamerika und im südlichen Kanada. Im Winter ziehen sie nach Mittelamerika und kommen auch als seltene Gäste in Westeuropa vor.